# Reina Torres de Araúz
Reina Cristina Torres de Araúz (Cidade do Panamá, 30 de outubro de 1932 - Cidade do Panamá, 26 de fevereiro de 1982) foi uma proeminente antropóloga, etnógrafa e professora panamenha. Ela é considerada uma "defensora incansável" da etnografia do patrimônio panamenho.

## Biografia

### Primeiros anos
Reina Torres de Araúz nasceu em 30 de outubro de 1932, na Cidade do Panamá. Ela estudou na Escola Normal da Província de Veraguas, depois foi para o Liceu para Moças e finalmente se formou no Instituto Nacional da Cidade do Panamá. De Araúz estudou filosofia e se formou em antropologia na Universidade de Buenos Aires, onde obteve seu doutorado em 1963. Ela também recebeu títulos da universidade como antropóloga, etnógrafa, professora de história e museus técnicos. A tese de doutorado de Araúz, publicada em 1962, foi sobre a cultura do Panamá e da Colômbia e seus habitantes, e é considerada uma importante referência sobre o assunto. Ela era fluente em cinco idiomas, incluindo grego antigo e latim.

### Carreira
De Araúz se concentrou no estudo das características dos indígenas panamenhos em seu próprio ambiente, por meio de visitas de campo nas selvas e montanhas do Panamá em um trabalho de pesquisa teórica e documental que lhe permitiu criar um registro escrito e fotográfico que detalhava a idiossincrasia, as crenças religiosas, jogos esportivos, danças, canções e músicas desses povos. A preservação dos povos indígenas do Panamá tornou-se seu foco principal ao longo de sua vida profissional.

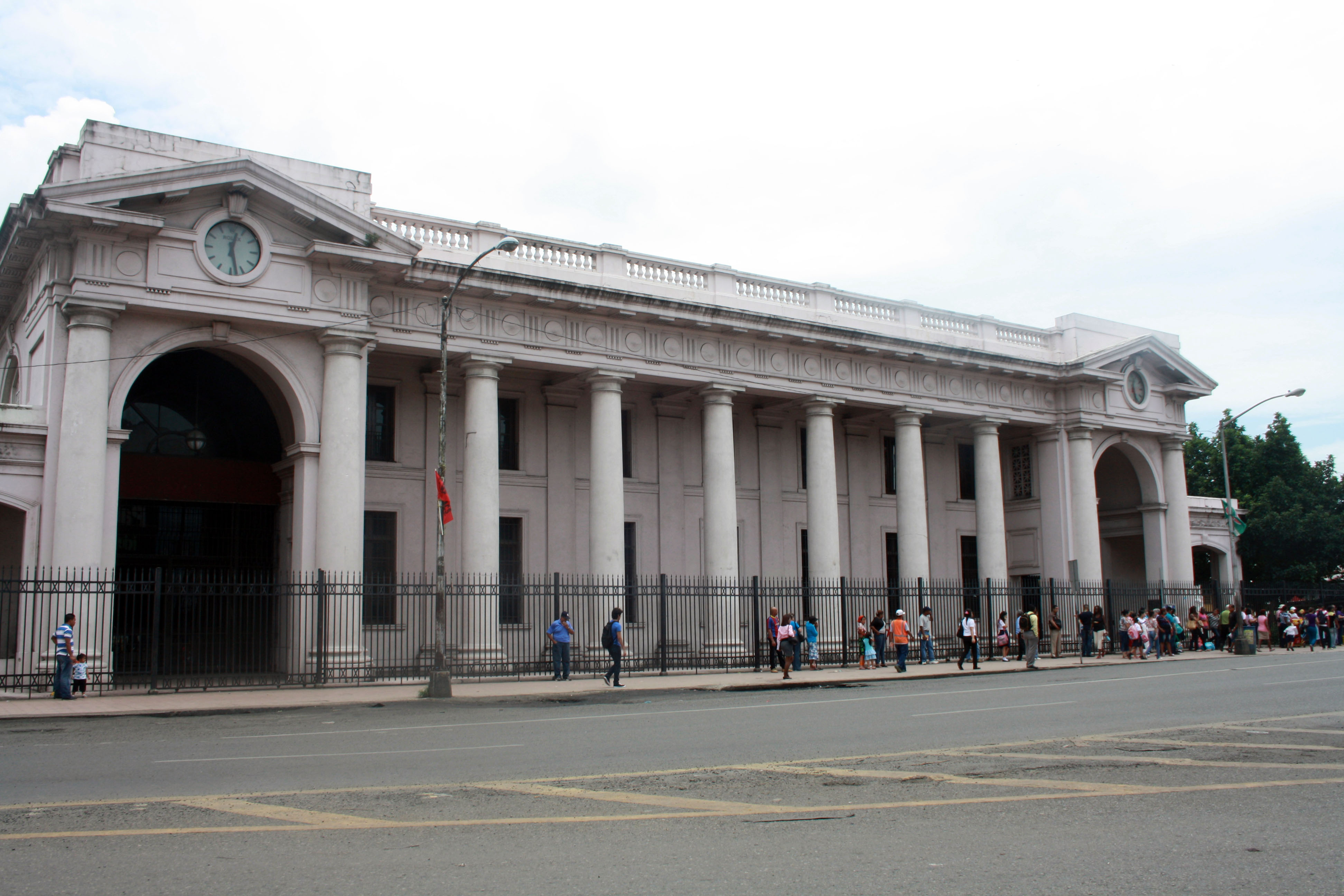
Museu Antropológico Reina Torres, na Cidade do Panamá

Foi professora de antropologia no Instituto Nacional e na Universidade do Panamá. Com este último, fundou o Centro de Pesquisas Antropológicas e promoveu a criação da Comissão Nacional de Arqueologia e Monumentos Históricos. Essa comissão foi a semente do Patrimônio Histórico Nacional e foi criada dentro do Instituto Nacional de Cultura, onde De Araúz atuou como diretor por uma década. No período em que esteve à frente do Patrimônio Histórico Nacional, De Araúz promoveu a aprovação da Lei 14, de 5 de maio de 1982, que dita e administra a guarda, conservação e gestão do Patrimônio da Nação.
De Araúz foi eleita vice-presidente do Comitê do Patrimônio Mundial da UNESCO e atuou na Coordenação do Comitê Técnico Multinacional de Cultura. Em sua carreira como professora e pesquisadora, em 1974, a Academia Panamenha de História a distinguiu formalmente como Membro Titular da instituição, a primeira mulher panamenha a receber essa honra. Ela promoveu a criação de vários museus, como o Museu do Parque Arqueológico El Caño na província de Coclé, o Museu da nacionalidade da Villa de Los Santos, o Museu de Arte Religiosa Colonial, o Museu das Índias Ocidentais do Panamá, o Museu Museu de Ciências Naturais e História do Panamá.

### Luta para preservar o patrimônio panamenho
De Araúz denunciou a retirada ilegal de evidências arqueológicas dos sítios onde havia vestígios de culturas indígenas. Ela escreveu para vários museus americanos, solicitando pessoalmente que as evidências arqueológicas panamenhas fossem devolvidas aos seus locais originais. Em 1979, dois anos após a assinatura dos Tratados Torrijos–Carter, o então Governador da Zona do Canal do Panamá, Harold Parfitt, ordenou a retirada da locomotiva 299, parte da primeira ferrovia transcontinental (Panamá Canal Railway), e a locomotiva foi enviada para um museu industrial em Nova Jérsia. A locomotiva já havia sido incluída no patrimônio nacional e sua doação ao museu de Nova Jérsia havia sido negociada apenas um ano antes, quando os tratados estavam em vigor. A situação irritou De Araúz, que havia comunicado às autoridades zonianas a intenção de manter a locomotiva no Panamá. Ela descreveu as ações de Parfitt como "uma flagrante violação de todos os instrumentos internacionais sobre o patrimônio da humanidade, e é dolorosamente, neste momento em que estamos próximos da implementação do Tratado, uma efetiva negação de declarações conjuntas de ratificação da soberania total do Panamá."

## Vida pessoal

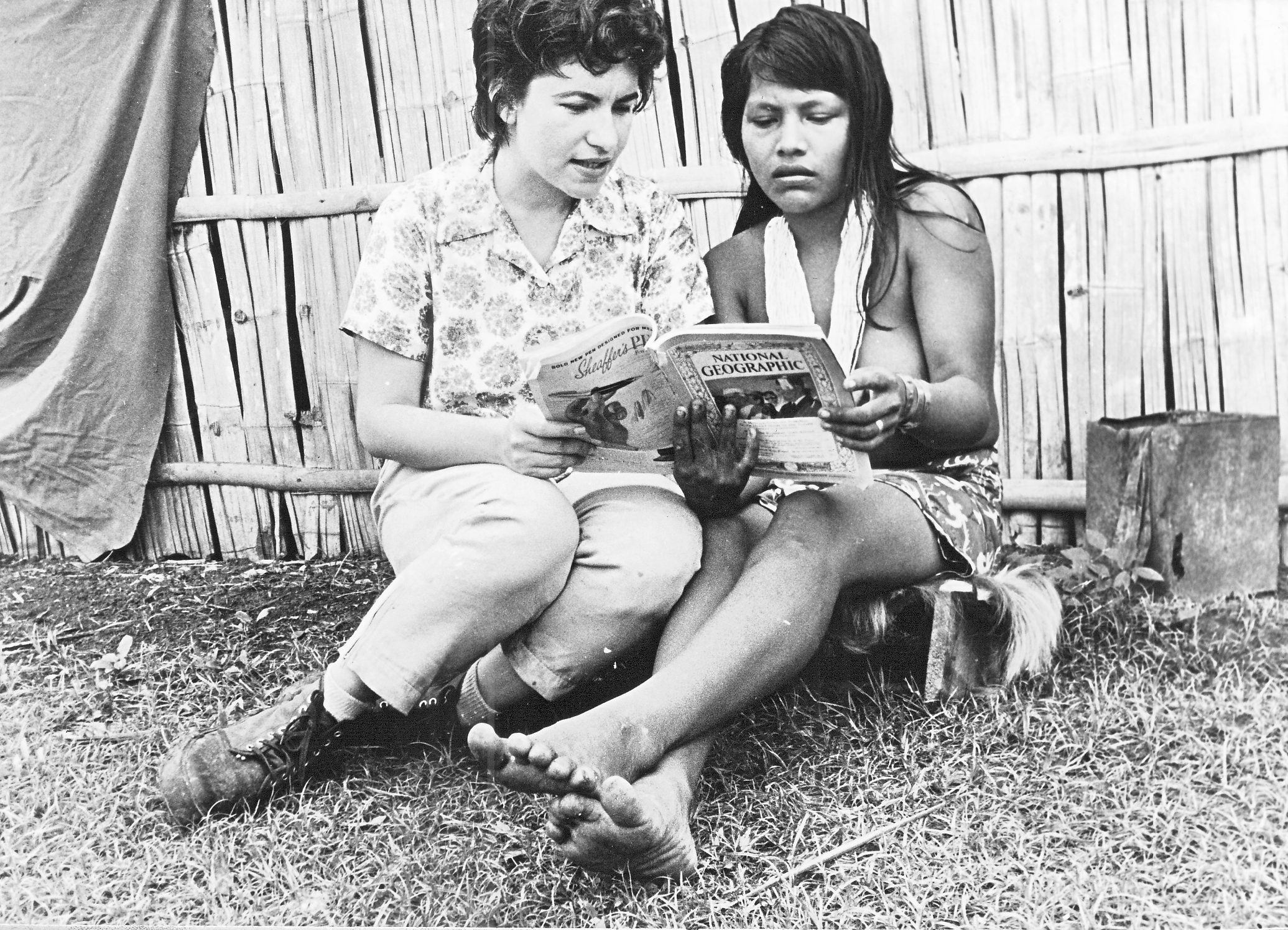
De Araúz durante a expedição Trans-Darien

Ela conheceu o professor Amado Arauz em 1958 enquanto realizava pesquisas sobre os povos nativos da província de Darién. Eles se casaram em 30 de dezembro de 1959 e tiveram três filhos. Logo após o casamento, eles partiram pela primeira travessia de carro do Panamá a Bogotá chamada "Expedição Trans-Darien", na qual passaram quatro meses e vinte dias nas selvas de Darien e Choco.

## Doença e morte
No início da década de 1980, seu filho mais velho, Oscar, morreu de uma forma avançada de câncer. Logo após a morte de seu filho, De Araúz foi diagnosticada com câncer de mama, doença contra a qual lutou pelos próximos dois anos e meio. Ela morreu na manhã de 26 de fevereiro de 1982, aos 49 anos. Durante a fase final de sua doença, De Araúz continuou trabalhando duro. Seus últimos trabalhos foram na seleção de peças do Museu de Chitre e na redação das páginas de seu novo livro "The New Edinburgh Darien"; ela não viveu para ver seu trabalho concluído.